# Walter Raleigh
Sir Walter Raleigh (Hayes Barton, Devonshire, 1552 ou 1554 – Londres, 29 de outubro de 1618) foi um explorador, corsário, espião, escritor e poeta britânico.
Entre 1584 e 1585 fundou, na ilha de Roanoke, o primeiro núcleo de colonização inglesa na América do Norte. Esse núcleo de povoamento, entretanto, desapareceu, possivelmente destruído pelos indígenas.
Posteriormente Raleigh foi aprisionado por Jaime VI da Escócia e I de Inglaterra, vindo a ser decapitado.

## Primeiros Anos
Filho de Walter Raleigh e Catherine Champernowne, a data do nascimento de Walter Raleigh é incerta, tendo ocorrido provavelmente em 1552 ou 1554, na propriedade denominada Hayes Barton, na aldeia de East Budleigh, perto de Budleigh Salterton, em Devon, Inglaterra. Walter era meio-irmão de Sir Humphrey Gilbert, e tinha um irmão - Carew Raleigh.
A família Raleigh era fortemente protestante, tendo sido perseguida inúmeras vezes durante o reinado da rainha católica Maria I. Na sua mais famosa fuga, o pai de Raleigh teve que se esconder numa torre para evitar ser morto. Assim, durante a sua infância, Raleigh desenvolveu ódio contra o Catolicismo, mostrando-se rápido a expressar as suas convicções logo que a também protestante Isabel I de Inglaterra assumiu o trono da Inglaterra, em 1558.
Em 1568 ou 1572, Raleigh graduou-se na Faculdade Oriel, em Oxford, mas parece não ter tomado residência nesta, e em 1575 foi registrado na faculdade de direito chamada de Middle Temple. A sua vida entre estas duas datas é uma incerteza, mas numa referência do seu livro History of the World faz referência que ele serviu com os Huguenots franceses na batalha de Jarnac em 13 março de 1569. No seu julgamento em 1603 ele declarou nunca ter estudado direito.

## Irlanda

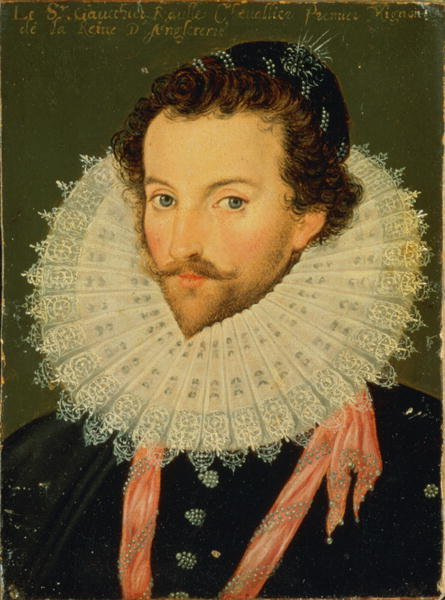
Sir Walter Raleigh

Entre 1579 e 1583 Raleigh participou da repressão às chamadas Rebeliões de Desmond. Também esteve presente no cerco de Smerwick, onde supervisionou o massacre de cerca de 700 soldados italianos e espanhóis que se tinham rendido incondicionalmente. Tornou-se proprietário de terras confiscadas aos rebeldes irlandeses, recebeu 160 km de terra, incluindo as cidades baleares da costa de Youghal e Lismore. Isto fez dele um dos principais proprietários de Munster, região histórica do sudoeste da Irlanda. Entretanto teve sucesso limitado em seduzir inquilinos ingleses para se estabelecerem nas suas propriedades.
Durante os dezessete anos que passou como senhorio irlandês, Walter Raleigh fez de Youghal o seu lar ocasional, tendo sido prefeito da cidade entre 1588 e 1589.
Foi-lhe creditado o feito de ter plantado as primeiras batatas na Irlanda, porém é mais provável  que a planta tenha chegado à Irlanda através de trocas comerciais com os espanhóis. Entre os conhecidos de Raleigh em Munster estava outro inglês, que também tinha recebido terras na região, o poeta Edmund Spenser. Na década de 1590, ele e Raleigh viajaram juntos da Irlanda para a corte em Londres, onde Spenser apresentou parte do seu poema alegórico “Faerie Queene” à Isabel I.
Nessa época, a direcção das propriedades de Raleigh passava por dificuldades, o que contribuiu para o declínio da sua fortuna. Em 1602, ele vendeu suas terras a Richard Boyle, o primeiro conde de Cork. Boyle prosperou durante os reinados de Jaime I e Carlos I, e, após a morte de Raleigh, a sua família pediu a Boyle uma compensação, já que Raleigh tinha vendido as terras por uma bagatela, sem ter previsto o futuro da sua família.

## O Novo Mundo
Raleigh envolveu-se com o início da colonização da Virgínia mediante uma real patente.
Os planos de colonização de Raleigh na chamada Colónia e Domínio de Virgínia (que incluía os estados actuais da Carolina do Norte e da Virgínia), na América do Norte, acabaram em falhanço na ilha de Roanoke, mas pavimentaram o caminho para as subsequentes colónias. As suas viagens foram financiadas primeiramente por si e por amigos, nunca obtendo um fluxo estável de receitas necessárias para começar e manter uma colónia na América. As futuras tentativas de colonização no início do século XVII seriam financiadas por uma empresa, a Virgínia Company, que foi capaz de organizar os capitais necessários para criar colónias de sucesso.
Em 1587, Raleigh tentou uma segunda expedição, novamente estabelecendo um acampamento na ilha de Roanoke. Dessa vez foi mandado um grupo mais diversificado de colonos, incluindo algumas famílias completas, sob a governação de John White. Após pouco tempo na América, White foi chamado a Inglaterra, de modo a obter mais víveres para a colónia. Ele foi incapaz de voltar no ano seguinte como planeado. Em razão da Guerra Anglo-Espanhola a rainha Elizabeth I havia ordenado que nenhum navio deixasse os portos para que pudessem ser usados contra a armada inimiga, caso fosse necessário.
Somente em 1591, com 4 anos de atraso, o navio de víveres chegou à colónia, mas todos os colonos tinham desaparecido. A única pista para o seu destino foi a palavra croatan e as letras "CRO" gravadas em vários troncos de árvores, sugerindo a possibilidade que eles tivessem sido massacrados, absorvidos ou levados pela tribo croatan ou alguma outra tribo indígena. Outra especulação é que tivessem sido levados pelo mar tempestuoso de 1588, ao qual foi creditada a vitória sobre a armada espanhola. Contudo, é digno de registo que um furacão impediu que John White e a tripulação do navio de víveres pudessem visitar os croatan para investigar os desaparecimentos, e durante alguns anos não houve mais tentativas de contacto com essa tribo. Seja qual tenha sido o destino dos colonos, o acampamento é agora lembrado como "A colônia perdida da ilha de Roanoke".
Raleigh esteve na costa do Brasil quando comandava uma companhia de comércio de escravos e especiarias, além de produtos coletados da floresta amazônica. Em seus relatos, menciona a existência de animais mitológicos nas terras amazônicas. Acreditava ter encontrado o tão buscado El Dorado,  na região do delta do rio Orinoco, na Venezuela. Consta ainda, que Raleigh seduziu  o duque de Buckingham a fazer a viagem pelo local, para ver El Dorado. A frota do duque naufragou na foz do rio, exatamente nas costas do Amapá, e ele foi salvo e auxiliado pelos palikur, que comercializavam  com franceses e portugueses na região, sendo essa uma etnia de poliglotas, pois falavam as duas línguas, entre outras.[carece de fontes?] O livro Batismo de fogo: os Palikur e o cristianismo, da antropóloga Artionka Capiberibe, faz uma profunda pesquisa sobre os palikur, que hoje se dividem em quatro grupos, sendo um deles falante de um tipo de patoá do francês da época.

## Últimos Anos
Em dezembro de 1581 Raleigh voltou da Irlanda para Inglaterra com documentos de que o seu regimento tinha sido desmantelado. Em 1585 foi designado Capitão da Guarda, Lorde Guardião das Estanharias de Devon e Cornualha e foi sagrado cavaleiro, mas nenhum dos grandes ofícios da nação lhe foi dado. No ano da Invencível Armada de 1588 foi nomeado Vice-almirante de Devon, com as responsabilidades de liderar as defesas da costa. Ele começou a frequentar a Corte e tornou-se um dos favoritos da rainha Elizabeth I.
Em 1591 casou secretamente com Elizabeth (Bess) Throckmorton, uma das damas de companhia de Elizabeth I, sem a permissão da rainha. Em 1592 a Rainha concedeu-lhe muitas recompensas, incluindo a Durham House, uma mansão na rua Strand, e a propriedade de Sherborne, em Dorset. Já então Bess esperava um filho de Raleigh, que teria sido chamado Damerei e entregue a uma ama na mansão Durham House. Mas a criança não terá sobrevivido. Bess voltou aos seus deveres como dama de companhia mas pouco depois o matrimónio foi descoberto. A rainha ordenou a prisão de Raleigh na Torre e que Bess fosse expulsa da Corte. Após sua libertação Raleigh se retirou para Sherborne Lodge, Dorset.
Walter e Beth permaneceram fiéis um ao outro, e, durante as ausências de seu marido, Bess provou ser muito capaz de orientar a fortuna e a reputação da família. Eles tiveram mais dois filhos, Walter e Carew. Passaram-se alguns anos até que Walter Raleigh voltasse à boa graça da Rainha.
Raleigh retirou-se para a sua propriedade em Sherborne onde construiu uma nova casa, completada em 1594 antes, que ficou conhecida como Sherborne Lodge (atualmente referida como Castelo de Sherborne). Fez amizades com os senhores locais, como Sir Ralph Horsey de Clifton Maybank e Charles Thynne de Longleat. Durante este período, num jantar em casa de Horsey, houve uma discussão acalorada sobre religião, que mais tarde viria a originar acusações de ateísmo contra Raleigh. Quando foi eleito para o parlamento, Raleigh pronunciava-se sobre assuntos religiosos e navais.

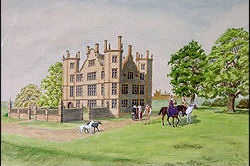
Sherborne Lodge, no século XVII

Ainda em 1594 ele soube de um mito espanhol que dava conta de uma grande cidade dourada que ficava na nascente do rio Caroni. Um ano mais tarde ele partiria para explorar o que agora é a zona este da Venezuela, em busca de Manoa, a lendária cidade em questão. De volta à Inglaterra Walter publicou o livro The Discoverie of Guiana, um relato da sua viagem que foi considerado exagerado. Apesar de a Venezuela ter depósitos de ouro, não foram encontradas provas de que Raleigh tivesse encontrado alguma mina. De todo modo, o livro reforçou a crença sobre a existência de El Dorado.
Entretanto, o livro El Dorado e o assassinato de Sir Walter Raleigh, lançado em 2011 pelo professor Paulo R. Sellin, da Universidade da Califórnia, Los Angeles, revela alguns fatos até então desconhecidos da história de Raleigh. O autor se baseia em documentos até então negligenciados encontrados em um arquivo sueco. Sellin constrói uma argumentação convincente para a inocência de Raleigh das acusações que o levaram a ser decapitado em 1618. O pesquisador realizou duas excursões pelo rio Orinoco, seguindo a trilha de Raleigh e usando seu livro The Discoverie of Guiana, publicado em 1596, como guia. Essas viagens convenceram Sellin de que, longe de ser uma fantasiosa mistura de realidade e ficção, o livro de Raleigh é um documento extremamente minucioso e consistente, que permitiu a localização da mina de ouro de Raleigh em Cerro Redondo, perto de Los Castillos de Guayana, na Venezuela. No lugar do Raleigh enganoso e intrigante, Sellin demonstra como o duque de Buckingham manobrou para promover a execução de Raleigh sob falsas acusações, visando deixar o caminho livre para conspirar com potências estrangeiras para ficar com a mina de Raleigh, acusando-o de tê-la inventado para justificar suas ações contra os interesses espanhóis na Venezuela. O livro reforça a posição de que Raleigh teria sido um dos maiores heróis elizabetanos.
Há ainda quem diga que ele também teria descoberto as cataratas Ángel, mas estas afirmações são consideradas muito longe da verdade.
Raleigh fez parte da captura de Cádiz em 1596, quando foi ferido. Também participou de uma viagem aos Açores em 1597. De 1600 a 1603 Raleigh foi o Governador de Jersey, uma das Ilhas do Canal, e foi-lhe reconhecido o mérito de modernizar as defesas da ilha, incluindo a construção de um forte para proteger Saint Helier, o qual chamou Isabella Bellissima ou Castelo Elizabeth.
Apesar de ter sido favorecido pela realeza no reinado de Elizabeth I, quando esta morreu em 1603 Raleigh foi novamente preso na Torre de Londres, em 19 de julho. Mais tarde, nesse mesmo ano, foi julgado por traição devido ao seu suposto envolvimento em um complô (o chamado Main Plot) contra o rei Jaime I. Raleigh conduziu a sua defesa com grande perícia, o que pode explicar o motivo do Rei ter-lhe poupado a vida, apesar de o veredicto ter sido de culpado. Raleigh foi deixado na Torre de Londres até 1616. Enquanto na prisão ele escreveu muitos tratados e o primeiro volume de The Historie of the World, acerca da história antiga da Grécia e de Roma. O seu filho Carew foi concebido e nasceu enquanto Raleigh estava legalmente "morto" e preso na Torre, em 1604. Também enquanto estava preso o rei Jaime I retomou Sherbone Lodge, alugou a propriedade a Robert Carr e depois vendeu-a a Sir John Digby em 1617.
Em 1616 Raleigh foi libertado para conduzir uma segunda expedição à Venezuela, a fim de buscar o El Dorado. No curso dessa expedição os homens de Raleigh, sob o comando de Lawrence Keymis, saquearam o assentamento espanhol de San Tomé de Guayana, perto do rio Orinoco. Durante o assalto o filho mais velho de Raleigh, Walter, foi baleado e morreu. Quando regressou à Inglaterra o embaixador espanhol Diego Sarmiento de Acuña, conde de Gondomar, exigiu que o rei condenasse Walter Raleigh à morte. O pedido foi atendido.

## Morte
Raleigh foi decapitado em Whitehall, em 29 de outubro de 1618. "Despachemo-nos" ele disse ao carrasco. "A esta hora a minha febre domina-me. Não quero que os meus inimigos pensem que tremo de medo.'' Quando o deixaram ver o machado que o ia decapitar, ele gracejou: "Este é um afiado remédio e também um médico para todas as doenças e misérias". Segundo muitos biógrafos, as últimas palavras de Sir Walter enquanto se preparava para a queda do machado foram: "Ataca um homem ímpar, ataca!".
O corpo foi enterrado na igreja local em Beddington, Surrey, local de nascença de Bess. A cabeça foi embalsamada e presenteada à sua mulher. "Os lordes," escreveu ela, "deram-me o seu corpo morto, apesar de me terem negado o meu marido em vida. Deus me conserve o meu bom humor". Ela morreu vinte e nove anos depois e a cabeça foi então sepultada no túmulo de Raleigh, na Igreja de Santa Margarida (Westminster).
Apesar da sua popularidade ter caído bastante após o reinado de Elizabeth I, a sua execução foi vista por muitos como desnecessária e injusta. Um dos juízes no seu julgamento disse mais tarde: "A justiça em Inglaterra nunca foi tão degradada e ferida como com a condenação de Sir Walter Raleigh".